# Edmond Laguerre
Edmond Nicolas Laguerre (9 aprilie 1834, Bar-le-Duc – 14 august 1886, Bar-le-Duc) a fost un matematician francez al secolului al XIX-lea, membru al Académie française (1885). Lucrările lui s-au concentrat pe geometrie și analiză complexă. A studiat și polinoamele ortogonale (vezi Polinom Laguerre).

## Lucrări
- fr  Oeuvres de Laguerre publ. sous les auspices de l'Académie des sciences par MM. Charles Hermite, Henri Poincaré, et Eugène Rouché. (Paris, 1898-1905)

1. 1 2 3 4 5 6 7  Czech National Authority Database, accesat în 30 martie 2025
2. ↑  Autoritatea BnF, accesat în 10 octombrie 2015